# Michael Matt
Michael Matt, avstrijski alpski smučar, * 13. maj 1993, Avstrija. Je mlajši brat nekdanjega avstrijskega smučarja Maria Matta in krosista Andreasa Matta. 

## Olimpijske igre 2018
Michael Matt je z izjemno drugo vožnjo z 12. mesta po prvi skočil na stopničke in osvojil bronasto medaljo. Najmlajši v družini Matt se je tako pridružil starejšima bratoma Mariu in Andreasu, ki sta medaljo osvojila na preteklih igrah. To je njegova prva medalja z velikih tekmovanj.

## Svetovni pokal

### Dosežki v svetovnem pokalu
| Sezona | Discipline | Discipline      | Discipline | Discipline | Discipline     | Discipline | Discipline  |
| Sezona | Starost    | Skupni seštevek | Slalom     | Veleslalom | Supervelelalom | Smuk       | Kombinacija |
| 2014   | 20         | —               | —          | —          | —              | —          | —           |
| 2015   | 21         | 124             | 42         | —          | —              | —          | —           |
| 2016   | 22         | 84              | 27         | —          | —              | —          | —           |

### Zmage v svetovnem pokalu
| Št. | Zmage v svetovnem pokalu | Zmage v svetovnem pokalu | Zmage v svetovnem pokalu | Zmage v svetovnem pokalu | Zmage v svetovnem pokalu | Zmage v svetovnem pokalu |
| Št. | Sezona                   | Datum                    | Prizorišče               | Disciplina               |                          |                          |
| 1   | 2017                     | 5. marec 2017            | Kranjska gora            | slalom                   |                          |                          |